# Lim-Pendé

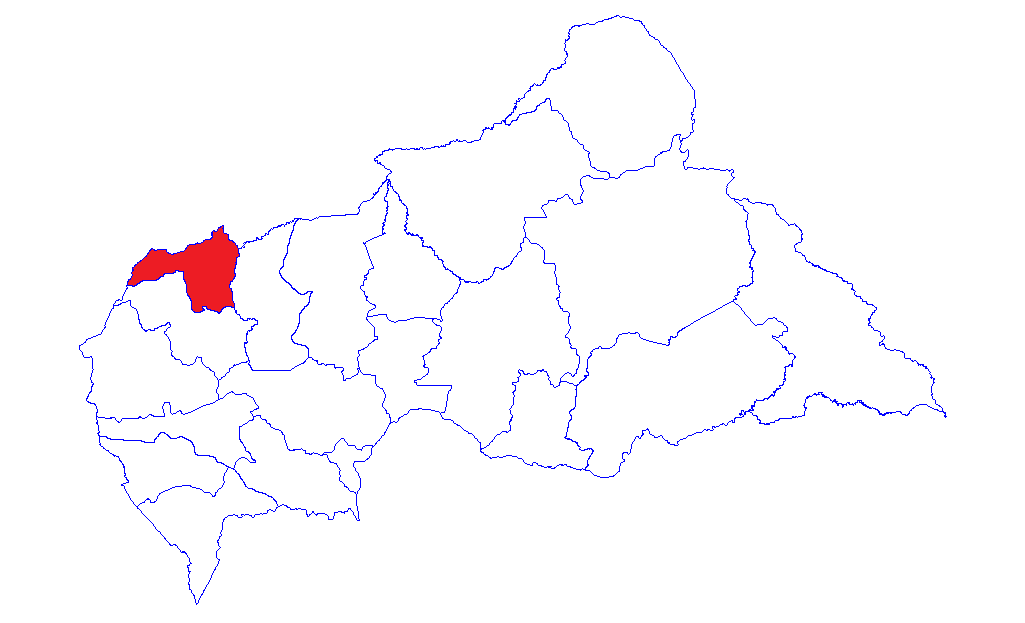
Localização de Lim-Pendé

Lim-Pendé é uma das 20 prefeituras da República Centro-Africana, tendo Paoua como capital. Possui uma área de 13 210 km² e tem uma população de 469 545 habitantes segundo estimativas oficiais em 2024. Anteriormente parte de Ouham-Pendé, Lim-Pendé foi criada em dezembro de 2020.
O nome da prefeitura está associado ao rio Lim, um afluente do rio Chari, e aos pendés, um povo que vive principalmente no sudoeste da República Centro-Africana e em partes da República Democrática do Congo.[carece de fontes?]